# عين السودة (حمص)
قالب:صفحة فيسبوكقرية عين السودة هي إحدى القرى الصغيرة في منطقة تلكلخ جنوب غرب محافظة حمص. يغلب عليها المناخ الساحلي نظرا لقربها من ريف طرطوس الجنوبي. يقدر تعداد سكان القرية بحوالي الألف نسمة.